# Chloroclystis catastreptes
Chloroclystis catastreptes är en fjärilsart som beskrevs av Edward Meyrick 1891. Chloroclystis catastreptes ingår i släktet Chloroclystis och familjen mätare. Inga underarter finns listade i Catalogue of Life.